# Combined Programming Language
El lenguaje de programación combinado (en inglés: Combined Programming Language, o CPL) fue un lenguaje de programación desarrollado conjuntamente entre el Laboratorio de Matemática en la Universidad de Cambridge y la Unidad Computación de la  Universidad de Londres durante la década de 1960.  El esfuerzo colaborativo fue el responsable por el "combinado" en el nombre del lenguaje (anteriormente el nombre era Cambridge Programming Language). En 1963 estaba siendo implementado en la computadora Titan, en Cambridge, y en la computadora Atlas, en Londres.
Este lenguaje estuvo fuertemente influenciado por ALGOL 60 pero, en vez de ser extremadamente pequeño, elegante y simple, CPL era grande, moderadamente elegante y complejo.  Fue intencional por el bien de la programación científica (en la manera de FORTRAN y ALGOL) y también para la programación comercial (en la manera de COBOL). De hecho, puede ser visto como un esfuerzo similar a PL/I en esta manera, o esfuerzos posteriores como  Ada.
CPL resultó mucho para las pequeñas computadoras y las inmaduras tecnologías de compilación de la época. Compiladores propiamente funcionales fueron escritos probablemente alrededor de la  década de 1970, pero el lenguaje nunca fue muy popular y pareció haber desaparecido sin rastros en la misma década.
Un lenguaje posterior basado en CPL, llamado BCPL (por Basic CPL, aunque originalmente Bootstrap CPL) fue un lenguaje mucho más simple diseñado principalmente como un lenguaje para programación de sistemas, particularmente para escribir compiladores. BCPL influenció, vía el  lenguaje B, al lenguaje de programación C, uno de los más importantes lenguajes hasta la fecha.